# 豪円山スキー場
豪円山スキー場（ごうえんざんスキーじょう）は、鳥取県西伯郡大山町大山にあるスキー場で、4つある大山スキー場のうちの1つである。降雪量も多く、おおよそ12月下旬から3月下旬まで滑走可能。
2010年に大山国際スキー場を経営する日本交通（鳥取市）が、大山観光開発（米子市）から豪円山、上の原の2つのスキー場の経営権を取得し、大山ホワイトリゾートの豪円山エリアとして運営を行なっている。

## コース
4本のリフトにより、1本のコースが設定されている。そのうち2本は大山ホワイトリゾートへの連絡用リフトである。

## 交通アクセス
- 米子自動車道・山陰自動車道 米子IC、米子東ICより鳥取県道53号淀江岸本線～鳥取県道24号米子大山線
- 西日本旅客鉄道（JR西日本）山陰本線 米子駅、大山口駅より日本交通（日交バス）